# Centaurus A
Centaurus A, NGC 5128 sau Caldwell 77 este o radiogalaxie din constelația Centaurul. NGC 5128 este una dintre cele mai apropiate radiogalaxii de Pământ, astfel că nucleul său galactic activ a fost studiat intensiv de astronomii profesioniști.   De asemenea galaxia este a cincea cea mai strălucitoare de pe cer,  fiind o țintă ideală pentru astronomii amatori. 